# فهرست وزرای خارجه اتحاد جماهیر شوروی
این فهرستی از وزرای خارجه اتحاد جماهیر شوروی است .
| تصویر             | اسم               | مدت کار        | مدت کار         | رئیس دولت       |
| ----------------- | ----------------- | -------------- | --------------- | --------------- |
|                   | گئورگی چیچرین     | ۶ ژوئیه، ۱۹۲۳  | ۲۱ ژوئیه، ۱۹۳۰  | ولادمیر لنین    |
| ژوزف استالین      | گئورگی چیچرین     | ۶ ژوئیه، ۱۹۲۳  | ۲۱ ژوئیه، ۱۹۳۰  |                 |
|                   | ماکسیم لیتوینوف   | ۲۱ ژوئیه، ۱۹۳۰ | ۳ مه، ۱۹۳۹      |                 |
|                   | ویاچسلاو مولوتف   | ۳ مه، ۱۹۳۹     | ۴ مارس، ۱۹۴۹    |                 |
|                   | آندره ویشینسکی    | ۴ مارس، ۱۹۴۹   | ۵ مارس، ۱۹۵۳    |                 |
|                   | ویاچسلاو مولوتف   | ۵ مارس، ۱۹۵۳   | ۱ ژوئن، ۱۹۵۶    | نیکیتا خروشچف   |
|                   | دمیتری شپیلوف     | ۱ ژوئن، ۱۹۵۶   | ۱۵ فوریه، ۱۹۵۷  | نیکیتا خروشچف   |
|                   | آندری گرومیکو     | ۱۵ فوریه، ۱۹۵۷ | ۲۸ ژوئیه، ۱۹۸۵  | نیکیتا خروشچف   |
| لئونید برژنف      | آندری گرومیکو     | ۱۵ فوریه، ۱۹۵۷ | ۲۸ ژوئیه، ۱۹۸۵  |                 |
| یوری آندروپوف     | آندری گرومیکو     | ۱۵ فوریه، ۱۹۵۷ | ۲۸ ژوئیه، ۱۹۸۵  |                 |
| کنستانتین چرنینکو | آندری گرومیکو     | ۱۵ فوریه، ۱۹۵۷ | ۲۸ ژوئیه، ۱۹۸۵  |                 |
|                   | ادوارد شواردنادزه | ۲۸ ژوئیه، ۱۹۸۵ | ۲۰ دسامبر، ۱۹۹۰ | میخائیل گورباچف |
|                   | الکساندر بسمرتنیک | ۱۵ ژوئیه، ۱۹۹۱ | ۲۸ اوت، ۱۹۹۱    | میخائیل گورباچف |
|                   | بوریس پانکین      | ۲۸ اوت، ۱۹۹۱   | ۱۴ نوامبر، ۱۹۹۱ | میخائیل گورباچف |

وزیر روابط خارجی اتحاد جماهیر شوروی (۱۹۹۱)
| تصویر | اسم               | مدت کار         | مدت کار         |
| ----- | ----------------- | --------------- | --------------- |
|       | ادوارد شواردنادزه | ۱۹ نوامبر، ۱۹۹۱ | ۲۶ دسامبر، ۱۹۹۱ |